# Gymnase de l'Université polytechnique
 (avril 2025).

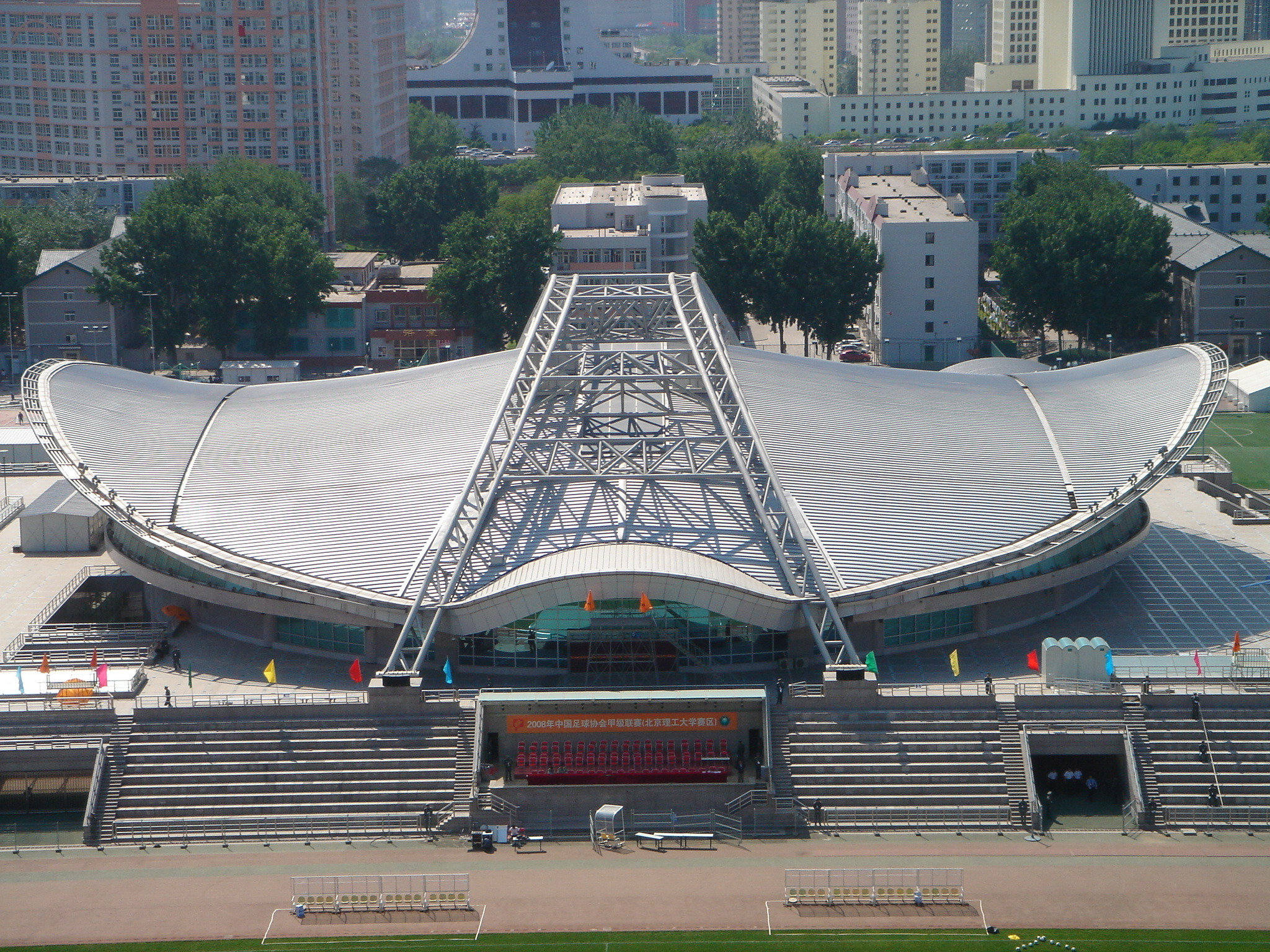
Vue aérienne du Gymnase de l'Université polytechnique

Le Gymnase de l'Université polytechnique (en chinois : 北京工业大学体育馆) est un site construit[Où ?] à l'occasion des Jeux olympiques d'été de 2008. S'y dérouleront les épreuves de Gymnastique rythmique et de badminton.